# Manutenção Militar
A Manutenção Militar (MM) é um estabelecimento fabril e logístico do Exército Português. 
Compete à MM fabricar ou gerir o abastecimento de viveres, combustíveis, lubrificantes e outros artigos para o Exército. Em segunda prioridade a MM apoia também as forças nacionais destacadas (FND) no exterior, os restantes ramos das Forças Armadas Portuguesas, as forças de segurança e a Autoridade Nacional de Protecção Civil. A MM assegura também o funcionamento das messes do Exército. Também compete à MM apoiar as família militar.

## Organização
A Manutenção Militar é dirigida por um coronel de administração militar, dependente do Comando da Logística do Exército. Inclui:
- Gabinete de Apoio;
- Gabinete de Auditoria Interna;
- Gabinete de Organização e Informática;
- Gabinete de Coordenação do Controlo da Qualidade;
- Gabinete de Apoio às Messes,
  - Messe de Oficiais de Caxias,
  - Messe de Oficiais de Évora,
  - Messe de Oficiais de Lisboa,
  - Messe de Oficiais de Pedrouços,
  - Messe de Oficiais do Porto,
  - Messe de Sargentos de Évora,
  - Messe de Sargentos de Lisboa,
  - Messe de Sargentos do Porto,
  - Messe Militar de Lagos;
- Serviço de Contabilidade e Finanças;
- Serviços Comerciais;
- Serviços Gerais;
- Serviços Gerais;
- Sucursal do Porto,
  - Delegação de Coimbra,
- Sucursal de Évora,
- Sucursal do Entroncamento
  - Delegação de Santa Margarida;
- Delegação do Funchal;
- Delegação de Ponta Delgada.

## História
A Manutenção Militar foi criada pelo Decreto de 11 de junho de 1897, sendo instalada no antigo Convento das Agostinhas em Lisboa. A sua origem, contudo, remonta a 1772, altura em que é atribuída ao Estado a responsabilidade pela alimentação militar. Em 1811 é criado o Comissariado de Víveres do Exército. Em 1861 é iniciado, a título experimental, o fabrico e fornecimento de pão ao Exército por administração direta do Estado. Em 1862 é criada a Padaria Militar, que virá a ser transformada na MM em 1897.  
Em 1899, a MM abre a primeira sucursal fora de Lisboa, localizada em Coimbra. Posteriormente e até 1937, também serão criadas sucursais no Porto, Bragança, Elvas, Tavira, Viana do Castelo, Chaves, Régua, Viseu, Guarda e Entroncamento, além das delegações de Beja, Estremoz e Aljustrel. A MM passa assim a ter representações em quase todas as povoações onde existem guarnições militares significativas.
A abertura de representações nos vários pontos do continente é acompanhada por um forte desenvolvimento da capacidade industrial da MM. Em 1922, a MM demonstra essa capacidade ao participar na Exposição Internacional do Rio de Janeiro.
Em 1925 é inaugurada a Messe de Oficiais de Lisboa, a primeira da MM. Posteriormente virão a ser criadas as messes de oficiais de Caxias, Évora, Pedrouços e Porto, as messes de sargentos de Lisboa, Évora e Porto e a messe militar (mista para oficiais e sargentos) de Lagos.
Durante a Segunda Guerra Mundial, é atribuída à MM a função de alimentar as tropas empenhadas em manobras militares bem como as enviadas como reforço para defesa das Ilhas e do Ultramar.
A partir de 1959, a MM começa a instalar-se no Ultramar Português. Até 1974 são criadas as sucursais de Luanda, Lourenço Marques, Guiné e Timor, as delegações de Nova Lisboa, Beira, Luso e Nampula, as messes de oficiais e sargentos de Luanda, Lourenço Marques e Nampula e as messes de oficiais de Nova Lisboa e Timor. Durante a Guerra do Ultramar, a MM é responsável pela alimentação dos enormes contingentes de tropas empenhados em combate.
Entretanto, a partir de 1961, são criados os supermercados militares destinados a apoiar as famílias dos militares.
Com o fim da Guerra do Ultramar, a independência dos territórios ultramarinos e a redução do efetivo militar, a MM é reorganizada e redimensionada de modo a adaptar-se à nova realidade. 
Em 1994, a MM inicia a sua missão de apoiar logisticamente as forças nacionais destacadas em países estrangeiros, fornecendo-lhes abastecimentos das classes I (subsistências), III (combustíveis e lubrificantes) e VI (produtos pessoais).
Na sequência da comemoração do seu primeiro centenário, em 1997 a MM é condecorada com a Medalha de Ouro de Serviços Distintos.